# Jack Clark (Radsportler)

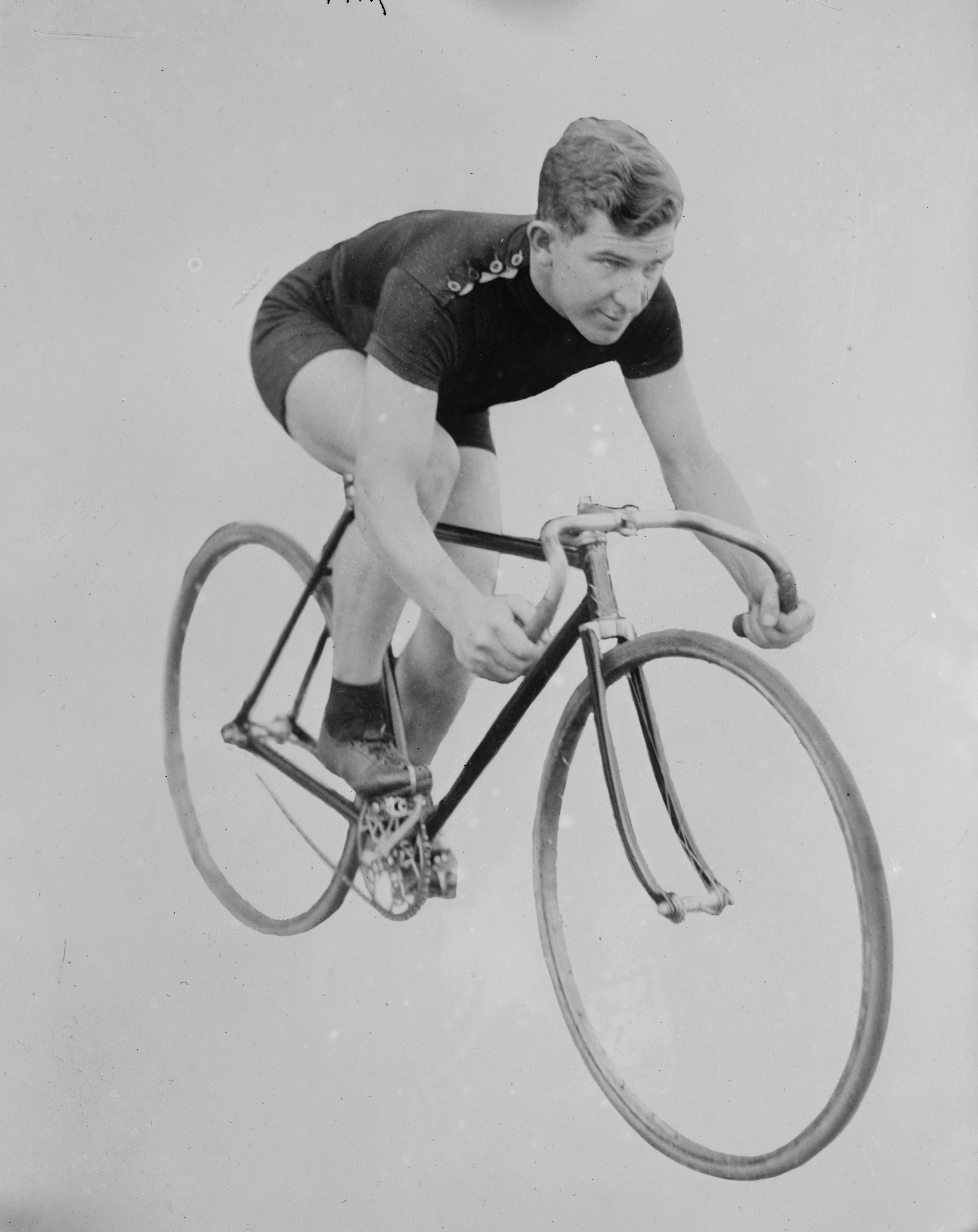
Jackie Clark

Jack „Jackie“ Clark (* 2. März 1887 in Melbourne; † ) war ein australischer Radrennfahrer.
Clark begann 1904 mit dem Radsport. Nachdem Jackie Clark australischer Meister geworden war, wurde er 1906 vom US-amerikanischen Radsportmanager John Chapman für Rennen in den USA engagiert. Er startete in den USA und in Europa bei insgesamt 15 Sechstagerennen, von denen er fünf gewann: 1909 und 1911 in New York sowie 1910 in Berlin, jeweils gemeinsam mit dem Deutschen Walter Rütt. 1911 siegte er mit Ernie Pye in Buffalo und 1913 nochmals in Berlin mit Fred Hill.
Clark galt als schillernde Persönlichkeit, der viel Aufmerksamkeit der Presse genoss. Sein Sportkollege Alfred Goullet beschrieb, dass dem zierlichen Fahrer häufig viele Kinder folgten, wenn er nur die Straße hinunterging: „I’ve never seen anything like it.“ 1910 heiratete er eine US-Amerikanerin aus Salt Lake City; 1915 beendete er seine Radsportkarriere. In der Folge übte er mehrere Tätigkeiten aus: Er führte ein Hotel in Newark, verkaufte Medikamente und Autos. 1948 betrieb er eine Farm in Las Vegas. Weitere Nachrichten von ihm fehlen.